# Kameralamt (Württemberg)

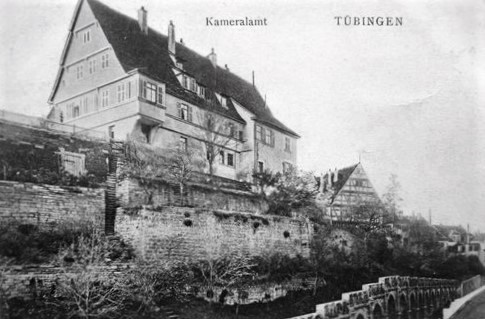
Ansichtskarte mit dem Kameralamt Tübingen

Die Kameralämter im Königreich Württemberg verwalteten den Besitz und das Einkommen des Staates und erfüllten die darauf beruhenden Verbindlichkeiten. Sie entstanden ab 1806, um die Staatsfinanzverwaltung neu und einheitlich zu ordnen.

## Geschichte
Das Finanzwesen des Königreichs Württemberg wurde infolge des Umbaus der Staatswirtschaft durch König Friedrich im Jahre 1806 grundlegend neu geordnet. Es wurden durch eine Ämterkombination die ehemaligen Keller, Verwalter, Pfleger, Klosterverwalter und Rentbeamten zu einer eigenen Behörde zusammengefasst. Die ursprüngliche Bezeichnung war Kameraleinnehmerei. Ab dem Jahr 1807 wurde die Bezeichnung Kameralamt eingeführt. 
Es wurden 87 Kameralämter geschaffen. Durch Erlass vom 25. April 1807 und 26. April 1808 wurden sie als selbständige Unterbehörden der Staatsfinanzverwaltung den Oberämtern zur Seite gestellt. Die Kameralämter verwalteten den staatlichen Besitz: Meiereien, einzelne Güter und Fischwasser, Zehnten und sonstige grundherrlichen Rechte. Durch Generalverordnung vom 10. Mai 1807 wurde den Kameralämtern auch die Leitung sämtlicher mit dem Steuerwesen verbundener Geschäfte übertragen. 
Im Jahr 1817 wurden die Kameralämter den Kreisfinanzkammern unterstellt. Durch Verordnung vom 4. Juni 1819 wurden ihre Aufgaben neu geregelt und ihre Zahl auf 79 festgelegt. Als Behörden der Domanial-, Bau- und Forstverwaltung waren sie für den Besitz und das Einkommen des Staates zuständig. Sie wurden zugleich Bezirkskassen für jedes Oberamt und entwickelten sich nach und nach zu Bezirkssteuerämtern. Im Laufe des 19. Jahrhunderts veränderte sich das Tätigkeitsfeld und die Zahl der Kameralämter des Öfteren.
Als Folge der 1848/49 erlassenen Zehntablösungsgesetze, der Aufhebung der Grundlasten und des Übergangs von der Natural- zur Geldwirtschaft wurden die Kameralämter entlastet und zum Teil aufgelöst. 
Durch Verfügung vom 24. Januar 1895 wurden die Kameralamtsbezirke mit den Oberamtsbezirken gleichgestellt.